# Salomon Tatmfo
Salomon Tatmfo, né le 12 décembre 1947 à Bangangté, est un comédien camerounais, connu pour son interprétation du rôle d’Essola dans la série télévisée camerounaise, L’orphelin diffusée à la CRTV au début des années 90.

## Biographie

### Enfance, études et débuts
Salomon Tatmfo né à Bangangté et fait son cursus primaire et une partie de son secondaire à Bangangté sa ville natale.
Par la suite, il rejoint la ville de Douala où il vit chez sa sœur aînée.

### Carrière
En 1966, il prend part à un stage d’art dramatique organisé à Yaoundé par la coopération française, dirigé par Ambroise Mbia. Il commence une carrière au théâtre.
En 1969, il preste au cinéma Abbia avec son groupe devant le président Ahmadou Ahidjo. Il  joue dans les pièces , le mandat de Sembène Ousmane et  Jusqu’à nouvel avis  de Guillaume Oyono Mbia. Bien que exerçant le métier de comédien depuis plusieurs décennies, Salomon Tatmfo se révèle grâce à la série l’orphelin du révérend Ndamba Eboua dans laquelle, il joue le rôle de “Essola”, un sorcier d’Ekoudoum qui veut absolument éliminer l’orphelin, Mbita. Il accepte de jouer ce rôle après avoir écouté la chanson “l’orphelin” d’Abdou Benito choisi comme générique.
Salomon Tatmfo, alias «Essola», est le héros du feuilleton télévisé L'Orphelin de Ndamba Eboa,, qui est un succès de télévision au Cameroun dans les années 1980,.

## Filmographie

### Longs métrages
- 1990: Sango Malo de Bassek Ba Kobhio.
- 2000: Tiga, L'Héritage de Yolande Ekoumou Samba (remastérisé en 2007[11]).
- 2010: L'oeuf du serpent boa[2]
- 2011: Deuxième bureau de  Dieudonné Nadi Nana[2]
- 2013: Le colis[2]

### Courts métrages
- 2007: Enfant peau-rouge de Gérard Essomba[12],[13].

### Télévision
- Sagnon Upem[14].
- L'Orphelin[4].
- Ntaphil.
- Le Débrouillard
- 2004 – 2022: La Reine Blanche d'Ebenezer Kepombia.

## Distinction collective
- 1990: Épi d'or (L'Orphelin, diffusé sur la CRTV)[4]